# Burnout Syndromes
Burnout Syndromes ist eine 2005 gegründete japanische Alternative-Rock-/Power-Pop-Band aus Osaka.

## Geschichte
Die Band wurde im Mai des Jahres 2005 von den Musikern Kazuumi Kumagai (Gesang, E-Gitarre), Hiroshi Ishikawa (E-Bass, Hintergrundgesang) und Hirose Takuya (Schlagzeug, Hintergrundgesang) in Osaka gegründet.
Seit ihrer Gründung hat die Gruppe mehrere Alben, Maxi-CDs und Singles herausgebracht. Vereinzelte Lieder wurden als Vor- bzw. Abspanntitel für Animeserien wie Haikyū!!, Dr. Stone und Gintama verwendet. Diverse Werke schafften den Einstieg in die nationalen Oricon-Charts.
Am 18. und 19. Mai 2019 traten Burnout Syndromes im Rahmen der Anime Messe Berlin im Filmpark Babelsberg auf.

## Diskografie

### Studioalben
- 2014: Sekaiichi Utsukushii Sekaiichi Utsukushii Sekai
- 2015: Bungaku Shōjo
- 2016: Lemon
- 2018: Kujaku
- 2019: Myojo
- 2021: Tokyo

### Singles
- 2016: Fly High!! (JP: Gold (Digital))[3]
- 2016: Hikariare
- 2018: Hana Ichi Monme
- 2019: Good Morning World!
- 2020: Phoenix
- 2021: Blizzard / Ginsekai